# Hydroglyphus lineolatus
Hydroglyphus lineolatus är en skalbaggsart som först beskrevs av Karl Henrik Boheman 1848.  Hydroglyphus lineolatus ingår i släktet Hydroglyphus och familjen dykare. Inga underarter finns listade i Catalogue of Life.